# عارف حديفة
عارف حديفة هو كاتب ومترجم سوري من مواليد محافظة السويداء.

## حياته العلمية
أمضَ دراسته حتى الثانوية في محافظة السويداء قبل أن ينتقل إلى دمشق لدراسة اللغة الإنكليزية وآدابها في جامعة دمشق، ليبدأ بعدها التدريس ومن ثم يتفرغ للترجمة والكتابة،
```
انظم إلى جمعية القصة والرواية التابعة 
لاتحاد الكتاب العرب
 في دمشق. 
```

## أعماله

### مؤلفات
- 1995 – صاحب السحابة (قصص) ـ وزارة الثقافة ـ دمشق.
- 1999 – شكيب وهاب (سيرة) ـ مركز زكا ـ بيروت ـ

- 2002 – بلطة على الثلج (قصص)ـ وزارة الثقافة ـ دمشق.

- 2003 – حمد البربور (سيرة) ـ دار البلد ـ دمشق [2]

### ترجمة
- 1986 – ماياكوفسكي مع نختارات من شعره، من تأليف فلاديمير ماياكوفسكي، مكتب الخدمات الطباعية في دمشق.
- 1996 – إقامة السلام مع الكوكب[3]، من تأليف باري كومونر، منشورات وزارة الثقافة ـ دمشق – (ردمك 9781565840126)
- 2003 – لقطة مقربة: السينما الإيرانية ماضياً-حاضراً-مستقبلاً، من تأليف حميد دباشي، منشورات وزارة الثقافة - المؤسسة العامة للسينما – (ردمك 9781859843321)
- 2004 – مغامرات في بلاد العرب، من تأليف وليم سيبروك، دار المدى - دمشق – (ردمك 9782843057298)
- 2007 – عالم الأمس، من تأليف ستيفان زفايغ، دار المدى - دمشق.(ردمك 9782843058905)
- 2012 – قصة الفن، من تأليف إرنست غومبريتش، الهيئة العامة السورية للكتاب – (ردمك 9780714833552)
- 2012 – شكسبير: السيرة، من تأليف بيتر أكرويد، الهيئة العامة السورية للكتاب – (ردمك 9781400075980)
- 2013 – أنا فليني،[4] من تأليف فيديريكو فليني، الهيئة المصرية العامة للكتاب - مكتبة الأسرة –(ردمك 9789774483981)
- 2017 – آينشتاين، بيكاسو. المكان والزمان والجمال الذي ينشر الفوضى، من تأليف آرثر آي ميللر، هيئة البحرين للثقافة والآثار[5]
- 2020 – الأيقونولوجيا: الصورة والنص والأيديولوجيا، من تأليف دبليو. جاي تي ميتشيل، هيئة البحرين للثقافة والآثار–(ردمك 9780226532295)

## الجوائز
- 2017 – القائمة الطويلة لفرع «الترجمة» جائزة الشيخ زايد للكتاب عن ترجمة كتاب «قصة الفن» للمؤلف إرنست غومبرتش.[6][7]